# Suctobelbila longitudinalis
Suctobelbila longitudinalis är en kvalsterart som beskrevs av Balogh och Sandór Mahunka 1974. Suctobelbila longitudinalis ingår i släktet Suctobelbila och familjen Suctobelbidae. Inga underarter finns listade i Catalogue of Life.